# Aziz Nesin
Aziz Nesin (născut ca Mehmet Nusret, 20 decembrie 1915 — d. 6 iulie 1995) a fost  un umorist turc și, totodată, autorul a peste 100 de cărți.

## Scrieri
- Covrigi, covrigi proaspeți!